# Darja Georgijewna Rudych
Darja Georgijewna Rudych (russisch Дарья Георгиевна Рудых, englische Transkription: Daria Rudykh; * 3. Januar 1997 in Wladiwostok) ist eine russische Beachvolleyballspielerin.

## Karriere
Rudych spielte 2013 mit Nadeschda Makrogusowa bei den Anapa Open ihr erstes Turnier der FIVB World Tour und in Moskau auch den ersten Grand Slam. Anschließend gewann sie mit derselben Partnerin die U18-Europameisterschaft in Maladsetschna im Endspiel gegen das deutsche Duo Schneider/Welsch.
Bei der Europameisterschaft 2014 in Quartu Sant’Elena kamen Makrogusowa/Rudych als Gruppendritte in die erste K.-o.-Runde, in der sie sich dem spanischen Duo Liliana/Baquerizo geschlagen geben mussten. Davor und danach erreichten sie zwei neunte Plätze bei Satellite-Turnieren der CEV, während sie auf der World Tour keine vorderen Platzierungen schafften. Bei der U21-WM in Larnaka schieden sie früh aus. Danach wurden sie jedoch Fünfte der U19-WM in Porto, Vierte der Olympischen Jugendspiele in Nanjing und Neunte der U22-EM in Fethiye.
Von 2013 bis 2018 spielte Rudych auf verschiedenen nationalen und internationalen Turnieren auch mit Olga Motritsch und mit Jelisaweta Sajontschkowskaja, allerdings nur mit mäßigem Erfolg. Mit Anastassija Barsuk schied sie bei der Europameisterschaft 2015 in Klagenfurt sieglos aus.
Seit 2019 ist Xenija Dabischa ihre Standardpartnerin. Auf der World Tour gewannen Dabischa/Rudych das 1-Stern-Turnier im vietnamesischen Tuần Châu. Bei der Europameisterschaft 2019 im heimischen Moskau schieden sie sieglos nach der Vorrunde aus. Bei der Europameisterschaft 2020 in Jūrmala erreichten sie als Gruppenzweite die K.-o.-Runde, in der sie gegen das deutsche Duo Behrens/Tillmann ausschieden. 2021 starteten Dabischa/Rudych auf zahlreichen 4-Sterne-Turnieren der World Tour und hatten mit dem fünften Platz in Doha ihr bestes Ergebnis. Im Finale des Continental-Cups in Den Haag wurde sie Zweite und verpassten damit knapp die Olympischen Spiele in Tokio.